# Sicydium crenilabrum
Sicydium crenilabrum är en fiskart som beskrevs av Harrison, 1993. Sicydium crenilabrum ingår i släktet Sicydium och familjen smörbultsfiskar. IUCN kategoriserar arten globalt som livskraftig. Inga underarter finns listade i Catalogue of Life.